# 平安京

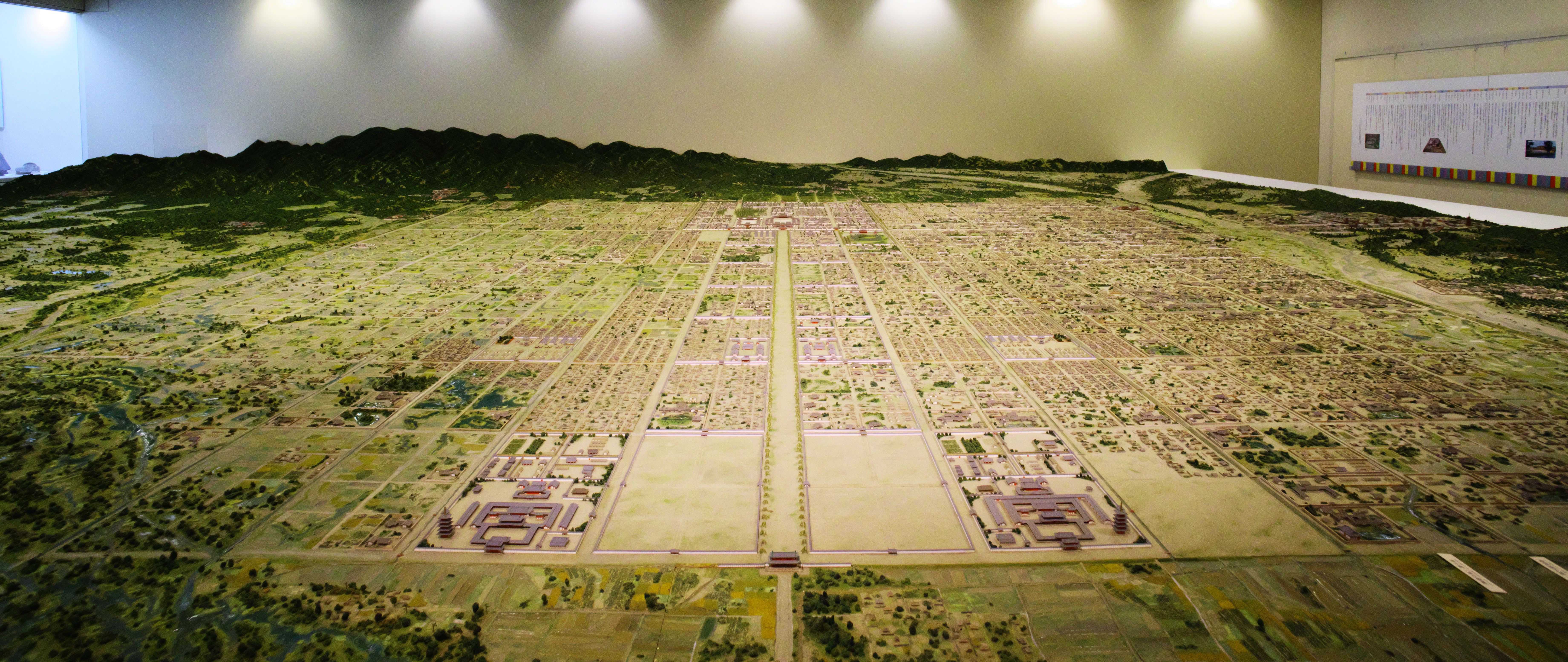
平安京の復元模型（平安京創生館の展示物）
正面側から見た平安京。条坊制を採用しており、街路が直交する

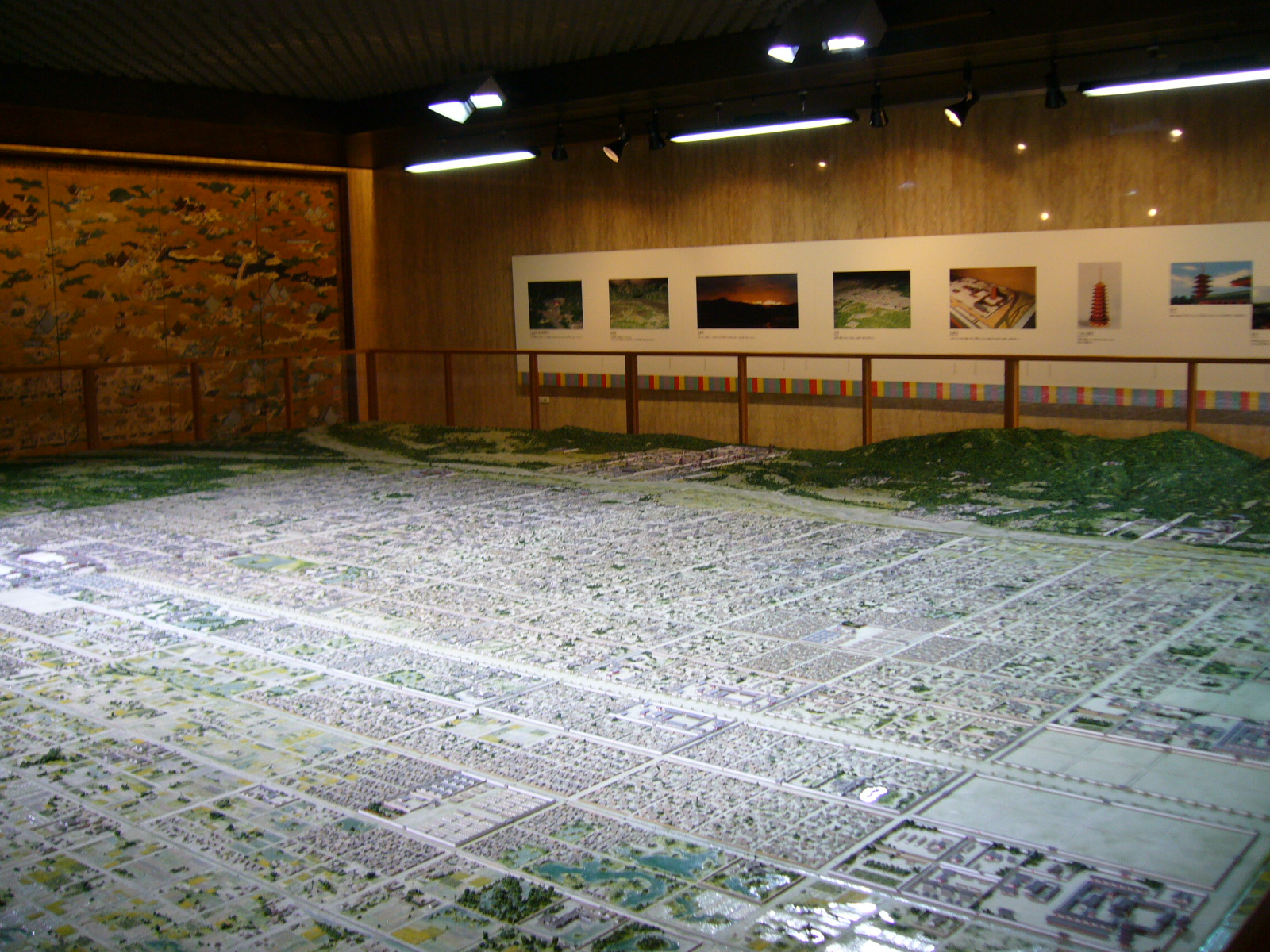
平安京の北東方向を写す。東側（写真右奥）は東山

平安京（へいあんきょう／たいらのみやこ）または平安城（へいあんじょう）は、日本における古代最後の宮都。794年（延暦13年）から1872年（明治5年）までの事実上の日本の首都。但し首都移転宣言はなく現在も首都であるという見方や、留守官を設置した上での名目上は行幸であるが1869年の明治天皇の東幸を以て首都時代の終わりとする見方もある。
桓武天皇により、長岡京に代わる都として山背国（山城国）愛宕・葛野の両郡にまたがる地が選ばれ、中国の洛陽城や長安城を模して793年（延暦12年）から建設された。翌794年（延暦13年）に遷都。北部中央に宮城・平安宮（大内裏）が建設され、以降歴代の皇居が置かれた。
遷都以来、平清盛により断行された福原遷都（1180年）の期間を除いて、東京奠都まで1100年近くに亘って都として機能し、1869年（明治2年）まで続いた。但し京都御所が保持され、京都は都の地位を放棄されていなく今日まで都として続いていて、今日の京都市街が形成されるに至る。

## 概要

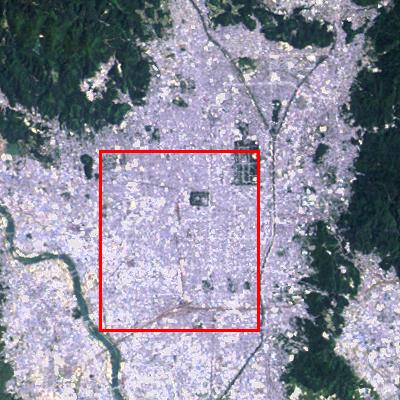
平安京と現在の京都の大きさや位置の関係。赤枠が平安京。（ランドサット衛星写真）

### 建造地の選定、範囲、都市計画

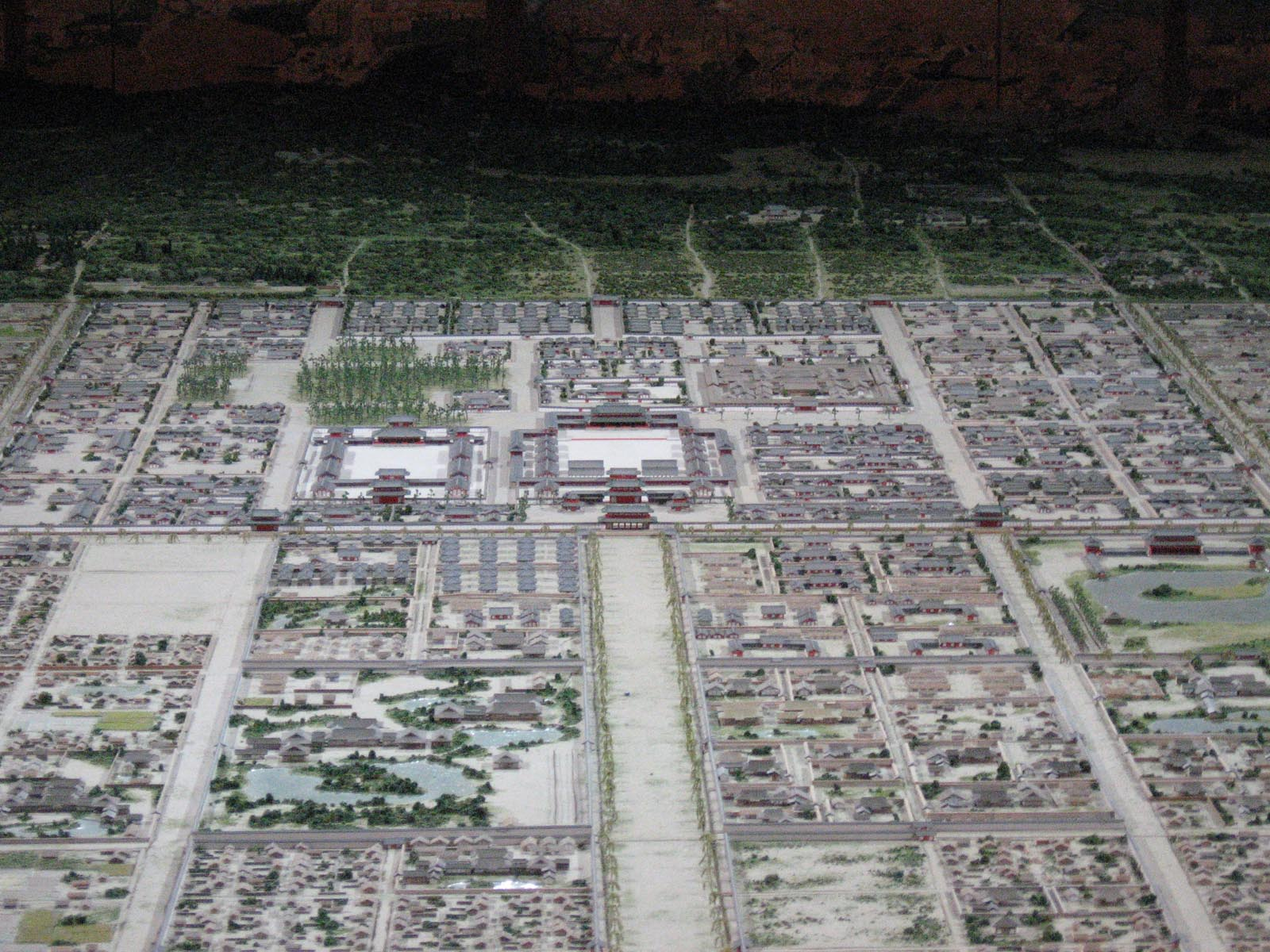
平安宮（大内裏）付近。朝堂院（八省院）や豊楽院、内裏などの宮殿や各官衙が並ぶ

新都建設地の選定にひそかに入った桓武天皇は、792年（延暦11年）1月そして5月、狩猟をよそおって、候補地の一つであった山背国葛野郡宇太村を訪れた。
さらに翌793年（延暦12年）には、大納言の藤原小黒麻呂や左大弁の紀古佐美らも派遣し同地を確認・検討させた。その結果ここが建設地と決まり、新都市建設計画、遷都計画が動き出し、と同時に長岡京の取り壊しが始まった。
当時の山背国葛野・愛宕両郡にまたがる地（結果として現在の京都市街となった地）に東西4.5 km、南北5.2 kmの長方形の都城として計画された。
平安京の計画の大枠（平面計画）は基本的に中国の隋・唐の洛陽城や長安城を手本としたものであり、またやはり長安を模した日本の平城京・長岡京を踏襲したものでもある。都市全体が四角形で、左右対称で、街路が「碁盤の目」状に整然と直交するように設けられ、市街の中心に朱雀大路を南北方向に配置し、政治の中心となる大内裏は朱雀大路の北、都の北辺に設けられた（「北闕型」）。朱雀大路によって分けられた京域の東西をそれぞれ左京・右京と呼んだ（「左・右」はあくまで内裏側から見ての左右である）。また後には大内裏の南を東西に走る二条大路の北を「上辺」（かみのわたり）、南を「下辺」（しものわたり）、さらには「上京」（かみぎょう）、南を「下京」（しもぎょう）と呼ぶようになり、これが地形も相俟って現代の京都で北に行くことを「上ル」、南に行くことを「下ル」と呼ぶことに繋がる。手本となった長安城は羅城（＝都市を囲む城壁）で囲まれていたのに対して、平安京では京域南辺の入り口である羅城門の左右の短い部分を除き羅城は造られなかったと考えられている。
この地の選定は中国から伝わった陰陽道（風水）に基づく四神相応の考え方を元に行われたという説もある。この四神とは北・玄武、東・青龍、西・白虎、南・朱雀の霊獣をいうが、選地にあたりこれを「山」「川」「道」「沢」に当てはめ、それぞれを船岡山、鴨川、山陰道、巨椋池といった具体的な地物に擬したというものである。この考えは通説となっているものの、現在では否定する研究者も少なくない。それは、平安京が四神相応の地として造られたことが平城京とは異なり不明である上に、四神を山川道沢とするのは宅地の風水に見られる考え方で、本来都市の風水でもって占地すべき都の四神とは別のものであることなどを理由とするものである。（議論については、「四神相応#平安京」の項参照。）
平安京の範囲は、現代の京都市街より小さく、北限の一条大路は現在の今出川通と丸太町通の中間にある一条通、南限の九条大路は現在のJR京都駅南方、東寺の南側を通る九条通、東限の東京極大路は現在の寺町通にあたる。西限の西京極大路の推定地はJR嵯峨野線花園駅や阪急京都線西京極駅を南北に結んだ線である。
京内は東西南北に走る大路・小路によって40丈（約120メートル）四方の「町」に分けられていた。東西方向に並ぶ町を4列集めたもの（北辺の2列は除く）を「条」、南北方向の列を4つ集めたものを「坊」と呼び、同じ条・坊に属する16の町にはそれぞれ番号が付けられていた（『条坊制』。これによりそれぞれの町は「右京五条三坊十四町」のように呼ばれた。これら街区は、平城京では街路の中心線を基準としていたため、街路の幅の違いによって宅地面積の広狭差が生まれたが、平安京では街路の幅を除いて形成されたため、場所による宅地の広狭が生まれることはなかった。
道幅は小路でも4丈（約12メートル）、大路では8丈（約24メートル）以上あった。朱雀大路に至っては28丈（約84メートル）もの幅であったが、一方で東京極・西京極大路は大路であっても造営当初から10メートル前後と小路より狭い幅であった。また、堀川小路と西堀川小路では中央に川（堀川、西堀川）が流れていた。

### 宮城の平安宮
平安京の北部中央には、天皇が身を置き、まつりごとが行なわれる施設群となる宮城（大内裏）の平安宮が建造された。大内裏には天皇の御所として内裏、即位礼など国家行事を挙行する八省院（「朝堂院」、朝堂院の正殿が「大極殿」)、大規模な饗宴が行われた豊楽院、神事を行う中和院や仏事に関わる真言院、その他二官八省の政庁、衛府などが並び立った。
なおそれらは、平安京の衰微とともに、太政官庁など大内霊場（おおうちれいじょう）と呼ばれた4つの建物を残して荒廃し、後にこれらも倒壊して遂に当時の大内裏を偲ばせるものはすべて無くなってしまった。ただし、新たな内裏である京都御所が建設されるとこれを平安宮と称するなど、その名が完全に忘れ去られることはなかった。

### 平安宮北辺拡大説
平安京北端の南側2町分については「北辺（北辺坊）」と呼ばれているが、平安京北端の街路は当初設計では現在の土御門大路の位置にあたり、後に北へ2町拡張し、現在の一条大路の位置に造られたという説がある。
この北辺の拡張については、瀧浪貞子の説がもとになっている。
中山忠親の日記『山槐記』に、昔は土御門大路が宮城（大内裏）の北側に接して一条大路と呼ばれ、後に北辺の二町分（約200メートル）を取り込んで宮城を拡張した結果、この大路が一条大路と呼ばれるようになった、という記載がある。このことに基づき、平安京は藤原京と同じく当初は大内裏の北側に空地（北辺）をもつ構造であって、元々12門であった大内裏が平安京造営後に2町分北に広げられ14門となり、平安京北端とされる「北京極大路」が一条大路に、元の一条大路（拡張前の大内裏北端）が土御門大路となったとするのが瀧浪説である。さらには冒頭のように平安京全体が北に拡張されたとする説も唱えられている。
これらの説に基づけば、指図に残る平安京は変更後の姿ということになり、北辺まで大内裏が拡張された時期はおよそ9世紀後半と推定されるが、論拠のもとになった『山槐記』の記載について、この「昔」とは初期の平安京を指すものとは限らず、平安京以前の都城のことを指すのではないかという疑義が示され、さらに「昔」とは、後期造営により宮城が北に拡張することになった初期の長岡京のことを指すのが適切であるとの批判があり、いまだ仮説の域を脱していない。

## 歴史
平安京は、延暦13年10月22日（西暦794年11月18日（ユリウス暦））から、一説には明治2年（1869年）まで日本の首都であったとされ、明治2年（1869年）に政府（太政官）が東京（旧江戸）に移転して首都機能を失っている。
その始めは桓武天皇の長岡京遷都まで遡る。桓武天皇は延暦3年（784年）に平城京から長岡京を造営して遷都したが、これは天武天皇系の政権を支えてきた貴族や寺院の勢力が集まる大和国から脱して、新たな天智天皇系の都を造る意図があったといわれる。しかしそれからわずか9年後の延暦12年（793年）1月、和気清麻呂の建議もあり、桓武天皇は再遷都を宣言する（理由は長岡京を参照）。場所は、長岡京の北東10 km、2つの川に挟まれた山背国北部の葛野郡および愛宕郡の地であった。事前に桓武天皇は現在の京都市東山区にある将軍塚から見渡し、都に相応しいか否か確かめたと云われている。『日本紀略』には「葛野の地は山や川が麗しく四方の国の人が集まるのに交通や水運の便が良いところだ」という桓武天皇の勅語が残っている。

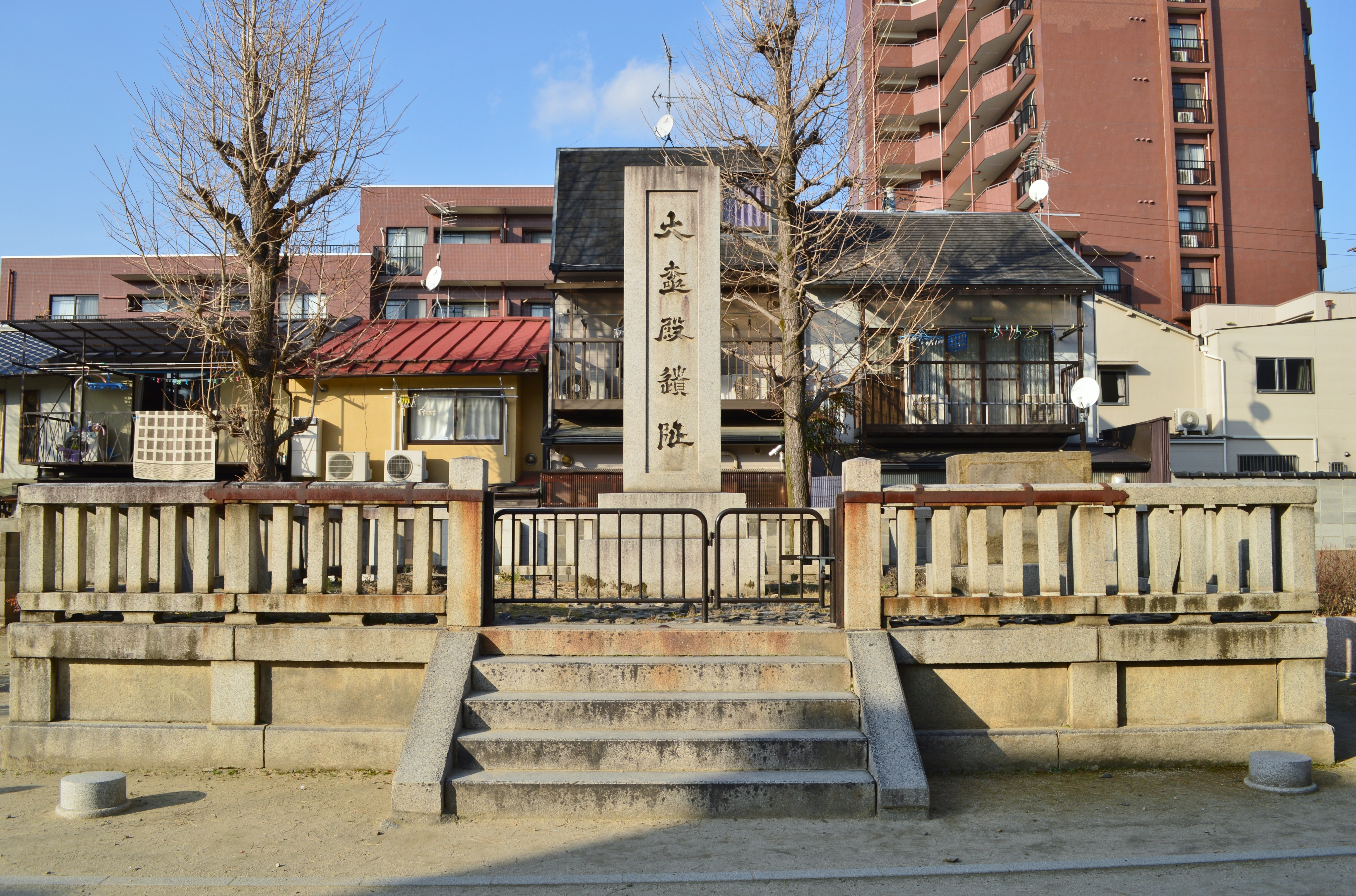
大極殿遺阯碑
（千本丸太町北西）

平安京の造営はまず宮城（大内裏）から始められ、続いて京（市街）の造営を進めたと考えられる。都の中央を貫く朱雀大路の一番北に、皇居と官庁街を含む大内裏が設けられて、その中央には大極殿が作られた。その後方の東側には天皇の住まいである内裏が設けられた。
都の東西を流れる鴨川や桂川沿いには、淀津や大井津などの港を整備、これらの港を全国から物資を集める中継基地にして、そこから都に物資を運び込んだ。運ばれた物資は都の中にある大きな2つの市（東市・西市）に送り、人々の生活を支えた。このように食料や物資を安定供給できる仕組みを整え、人口増加に対応できるようにした。また、長岡京で住民を苦しめた洪水への対策も講じ、都の中に自然の川がない代わりに東西にそれぞれ「堀川」（現在の堀川と西堀川）を始めとする河川をいくつも整備し、水運の便に供するとともに生活廃水路とした。そして長岡京で認めなかったように、ここでも官寺である東寺と西寺を除き、新たな仏教寺院の建立を認めなかった（この他平安遷都以前からの寺院として京域内には六角堂があったとされるが、平安遷都後の創建説もある。また、広隆寺はこの時に太秦に移転されたとされ、京域外の北野上白梅町からは移転以前の同寺跡とみられる「北野廃寺跡」が見つかっている）。
なお、建都に当ってはそれまで上賀茂付近から真南に流れていた賀茂川（鴨川の出町以北の通称）を現在の南東流に、また出町付近から南西方向に左京域を斜行していた高野川を現在の南流に変え鴨川としたとの説が塚本常雄によって唱えられ多くの歴史学者に支持された（「鴨川つけかえ説」）。これに対して後に横山卓雄によって否定説が提出され、歴史学者も一転してこの説に従うようになり、現在は「鴨川・賀茂川つけかえはなかった」とするのが有力となっている。ところが、最近になって横山説に疑問を呈する研究者が現れ、塚本の鴨川つけかえ説に対する再評価の動きが活発になりつつあり、現在では「つけかえ説」「非つけかえ説」とも定説とは言えない状況となっている。
「此の国は山河襟帯（さんがきんたい）し、自然（おのづから）に城をなす。此の勝（形勝 けいしょう）によりて、新号を制（さだ）むべし。よろしく山背国を改めて、山城国と為すべし。また子来（しらい）の民、謳歌（おうか）の輩（ともがら）、異口同辞（いくどうじ）に、号して平安京と曰（い）ふ」（此の国は山河が周りを取り囲み、自然に城の形をなしている。この景勝に因んで、新しい名前を付けよう。「山背国」を改めて「山城国」と書き表すことにしよう。また新京が出来たことを喜んで集まった人々や、喜びの歌を歌う人々が、異口同音に「平安の都」と呼んでいるから、この都を「平安京」と名付けることとする）。ここに言う「謳歌」とは、遷都の翌延暦14年（795年）正月16日に宮中で催された宴でも歌われた踏歌の囃し言葉「新京楽、平安楽土、万年春（しんきょうがく、びょうあんがくつ、まんねんしゅん）」を言うのであろう。
弘仁元年（810年）、桓武天皇亡き後の皇位を巡る対立で平城上皇とその一派から平城京に都を戻そうという動きが起こるが、平城上皇の弟の嵯峨天皇は平安京を残すことこそ国の安定と考え、平城上皇らのこの動きを退け、側近の藤原仲成・薬子兄妹を討伐し上皇を出家させた（薬子の変）。そして平安宮を「万代宮（よろずよのみや）」と定める（永遠の皇居という意）。
京域が広すぎたためか、規則正しく配置された条坊が人家で埋まることはついになく、特に右京は南方の地が桂川の形作る湿地帯にあたるため左京と比較すると宅地化が進まず、律令制がほとんど形骸化した10世紀に入ると本来京内では禁じられている農地へと転用までされるようになった。

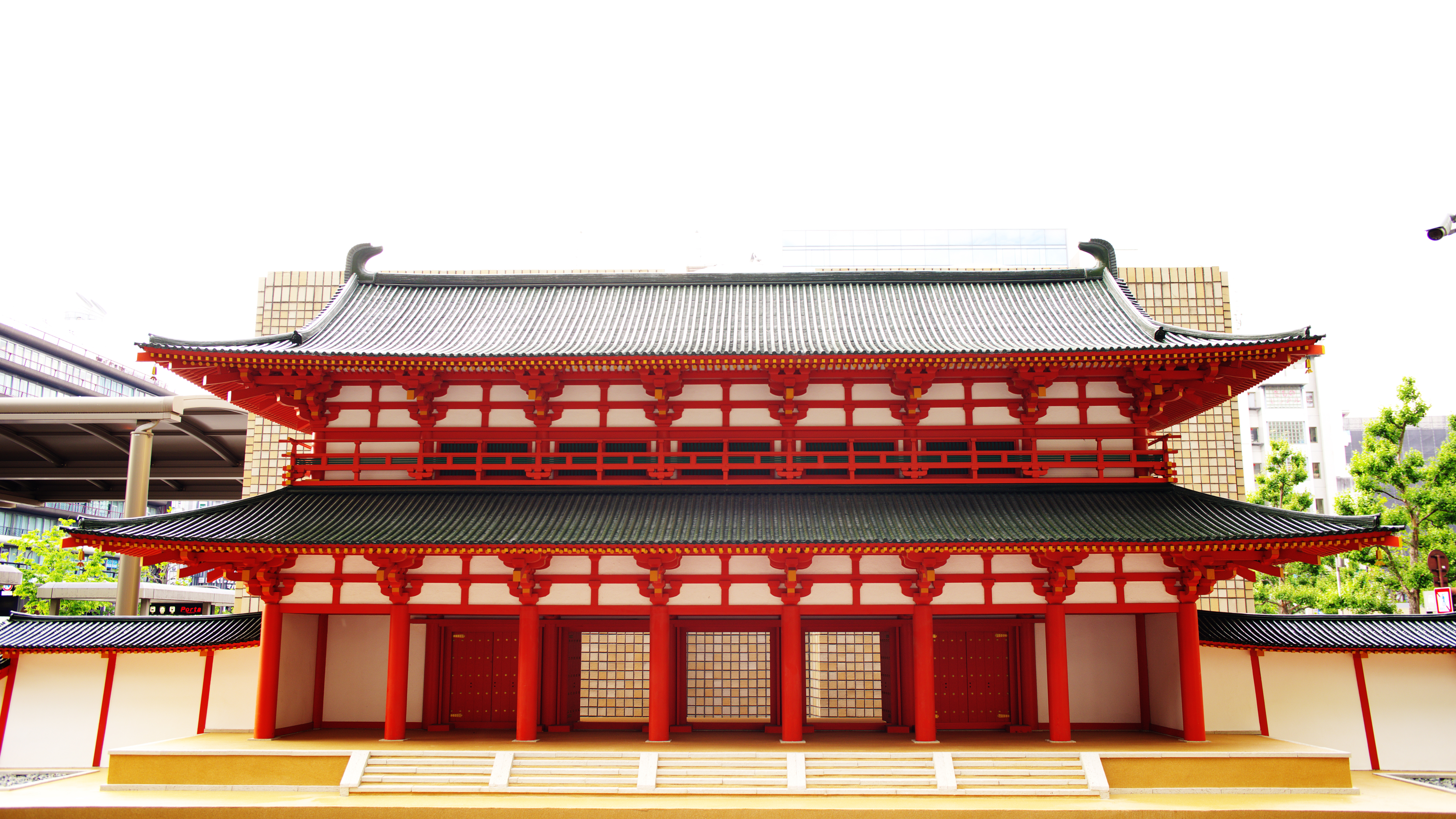
平安京羅城門模型
（JR京都駅）

980年（天元3年）には朱雀大路の南端にある羅城門（俗に「羅生門」という）が倒壊し、以後再建されることはなかった。また朱雀大路を始めとして広かった大路小路も次第に宅地に侵食され狭められた。
貴族の住む宅地は大内裏に近い右京北部を除いて左京に設けられ、藤原氏のような上流貴族の宅地が左京北部へ集中する一方、貧しい人々は京内南東部に密集して住み、さらには平安京の東限を越えて鴨川の川べりに住み始めた。また、鴨川東岸には寺院や別荘が建設されて、平安京の本来の範囲より東（左京）に偏った市街地が形成されていった。
政庁を平安京外に置いた院政の出現は、平安京の都市構造の変化をもたらし、また天皇中心の都という形態を損なうことで、結果として平安京という定められた都市規範を崩壊させる大きな引き金となった。
平安時代の末期に至って京内で戦が頻発し、荒廃が進行した。政情不安もあって治承4年（1180年）、平清盛は安徳天皇を奉じて福原に遷都（福原京）したが、公家たちの反対に遭い、わずか半年で京都に還都した。
平安末期から「平安京」に代わる言葉として「京都」という語が用いられ始め、鎌倉期初頭にかけてその使用の頻度が増す。また、平安京を擬えた「洛陽」から採られた、中世・近世の京都市中を示す「洛中」という言葉も、鎌倉時代から使われ始める。
鎌倉幕府により京都を冠した最初の役職となる「京都守護」（六波羅探題の設置により消滅）が設置される。鎌倉が武家政権の本拠となる一方、京都は貴族や寺社権門の中心となった。天皇の住まいである内裏は度重なる災害により転々とし、室町時代に鴨川寄りの里内裏「土御門東洞院殿」が修造を経て正式な内裏となり、以降はこの場所で築造が繰り返され、現在の「京都御所」の原形となった。
室町時代から戦国時代にかけての時期は、応仁の乱にて市街地の過半を焼失し、衰退した。その後、京都の市街地は、上京と下京に分かれて小規模なものとなっていた。これが再度一体の市街として復興に向かうのは安土桃山時代であり、織田信長の上洛後のことである。豊臣秀吉は大内裏の跡地である内野に政庁である聚楽第を設け、また京を取り囲む延長20 km余りの惣構である「御土居」を建設した。秀吉は、関白位を甥の秀次に譲ると伏見の指月に隠居した。間もなく秀次が失脚して聚楽第が破却され秀吉が伏見城を建設すると、政治の中心は京都から離れて完全に伏見に移ることとなった。
そして関ヶ原の戦いで勝利した徳川家康も伏見城に入城し、伏見城で征夷大将軍の宣下を受ける。家康は洛中に二条城を建設したが、これは政庁としての城ではなくもっぱら儀礼的な役割を担うものであったから、このことによって京都が政都に復することはなく、以後三代徳川家光まで伏見城で将軍宣下式を行っている。江戸時代には、国政の中心地は江戸、商業の中心地は大坂に移ったものの、京都には江戸幕府の機関である京都所司代が置かれて朝廷との交渉や京都市政を担った。各藩も藩邸を置いて対朝廷および各藩間の外交を行ったため、京都は独特の地位を有したが、幕府はこのことを好まず、例えば西国大名が参勤交代の際、京都に入ることを禁じた。幕末には京での政情不安に鑑み京都守護職を新たに置き、一層支配を強めようとした。
明治維新の際には、明治天皇の東京行幸で留守の都となり、留守官が置かれた（明治4年廃止）。江戸を東京と改名する詔勅は下されたものの、京都に残る公家らの反発が大きかったため、「遷都」という言葉は避けられた（→東京奠都）。以後も天皇の京都行幸はたびたび行われ、その際には、勅旨で保存された京都御所または仙洞御所（京都大宮御所）に宿泊することが慣例となった。天皇の玉座である高御座も京都御所の紫宸殿に据え置かれており、東京奠都後の大正・昭和の即位の大礼は京都御所で行われたが、平成・令和では高御座を東京の皇居に輸送して行われた。

## 名称
平安京は，中国の洛陽城や長安城を模して建設された。しかし，その後，長安城になぞらえた右京が早くに衰退，洛陽城になぞらえた左京のみが人口も増えて発展したため，洛陽が平安京の代名詞となった。京都が「京洛」と呼ばれ，「上洛」などと言うようになったのは，そういう事情による。
平安京はふつう音読みで「へいあんきょう」と読むが、ときに「たいらのみやこ」と訓読みした。古来、都の名はその地名を冠することが一般的であり、本来ならば葛野京となるはずであったが、藤原の都を「新益京（あらますのみやこ）」と称したように、ここでも「平安京」と命名された。唐の都「長安」に倣っての命名であることは容易に理解できるが、長岡京での騒動が原因のひとつとして、再び遷都されたため、新京では悪いことが起こらず、「平らかで安らかな都」、「平安」（訓読みは「たいら」）であって欲しいという願いも込められたと考えられている。また平安時代の漢詩文には、文学上の雅称として「洛陽」「長安」と呼ぶ例が見られる。この「洛陽」から後に「洛中」「入洛」「上洛」などの言葉が生まれる。

## 平安京全体図
注意：図に描かれているもの以外にも、複数の町にまたがる邸宅などにより小路が途切れていることがある。

## 平安遷都記念事業
1100年記念事業
- 平安神宮の建設（1895年（明治28年））
- 時代祭の開催（1895年（明治28年））
- 第4回内国勧業博覧会の開催（1895年（明治28年））

1200年記念事業
- 京都駅の改修（1997年（平成9年））
- 京都市営地下鉄東西線・二条駅～醍醐駅間の開業（1997年（平成9年））
- 京都国際映画祭の開催（1997年（平成9年））
- 京都市勧業館の建設（1996年（平成8年））
- 京都コンサートホールの建設（1995年（平成7年））
- 梅小路公園の整備（1995年（平成7年））
- けいはんな記念公園の整備（1995年（平成7年））
- 世界遺産に「古都京都の文化財」として登録（1994年（平成6年））
- 京都迎賓館の建設（1994年（平成6年））
- 小町の舎を建設（1994年（平成6年））
- 第4回世界歴史都市会議の開催（1994年（平成6年））
- 全国都市緑化フェア「緑いきいきKYOTO'94」の開催（1994年（平成6年））
- 祇園祭後祭（花笠巡行）に全国祇園祭山笠巡行の開催（1994年（平成6年））
- 伏見開港400年祭の開催（1994年（平成6年））
- 京都シティハーフマラソンの開催（1994年（平成6年））
- 「大唐長安展」展の開催（1994年（平成6年））
- 「甦る平安京」展の開催（1994年（平成6年））
- 「京都に伝わる朝鮮陶磁」展の開催（1994年（平成6年））
- 「古都の心にふれた西欧のひとたち」展の開催（1994年（平成6年））
- 「にっぽんと遊ぼう」の開催（1994年（平成6年））
- The Big Eve SHUKUTEN1200/平安神宮サウンドスペクタクル藤井フミヤ・スーパーライブの開催（1994年（平成6年））
- ドイツ連邦共和国フランクフルト市市政1200年記念事業への参加（1994年（平成6年））
- メキシコ合衆国グアダラハラに日本庭園を建設（1994年（平成6年））
- 酒米「祝」を使用した清酒を製造（1994年（平成6年））
- 世界人権問題研究センターの設立（1994年（平成6年））
- 市バス専用一日乗車券カードの発売（1994年（平成6年））
- 「京の川づくり」事業の実施（1992年（平成4年））
- 京都市国際交流会館の建設（1989年（平成元年））
- 京都文化博物館の開館（1988年（昭和63年））